# نشنال ایرلاینز (ان۸)
نشنال ایرلاینز (ان۸) (به انگلیسی: National Airlines (N8)) یک شرکت هواپیمایی با کد یاتا N8 است که در تاریخ ۱۹۸۵ میلادی تأسیس شده است.
دفتر مرکزی نشنال ایرلاینز (ان۸) در اورلندو، فلوریدا، ایالات متحده آمریکا واقع شده‌است.